# Кампенеак
Кампенеак (фр. Campénéac) насеље је и општина у северозападној Француској у региону Бретања, у департману Морбијан која припада префектури Ван.
По подацима из 2011. године у општини је живело 1846 становника, а густина насељености је износила 30,48 становника/km². Општина се простире на површини од 60,57 km². Налази се на средњој надморској висини од 80 метара (максималној 216 m, а минималној 46 m).

## Демографија
| 1962. | 1968. | 1975. | 1982. | 1990. | 1999. | 2011. |
| ----- | ----- | ----- | ----- | ----- | ----- | ----- |
| 1.352 | 1.399 | 1.356 | 1.305 | 1.406 | 1.464 | 1.846 |

График промене броја становника у току последњих година